# Casuariiformes
Los casuariformes (Casuariiformes) son un orden de aves paleognatas que incluye los casuarios y emúes, grandes aves corredoras propias de Australia y Nueva Guinea.
La taxonomía tradicional no reconoce este orden, y las familias que incluye las sitúa en el orden Struthioniformes. No obstante, recientes estudios cladísticos han vuelto a situar estas aves en un orden independiente.

## Taxonomía
El orden de los casuariformes incluye dos familias:
- Familia Casuariidae Kaup, 1847 - casuarios
- Familia Dromaiidae Huxley, 1868 - emúes (actualmente algunos los reducen a subfamilia de la anterior)

Además, se conocen fósiles desde el Oligoceno tardío (género Emuarius Boles, 1992).